# Ling Jie
Ling Jie (凌洁S, Líng JiéP; Hengyang, 22 ottobre 1982) è un'ex ginnasta cinese.
Un giro (elemento coreografico) alle parallele prende il suo nome.

## Biografia
Comincia a farsi conoscere nel 1997, mostrando le caratteristiche tipiche di tante ginnaste cinesi ancora oggi, ossia particolari capacità alla trave e alle parallele.
Nel 1998, il suo primo anno nella categoria senior, gareggia bene in competizioni quali i Giochi Asiatici e i Campionati Internazionali a Squadre. Ai Goodwill Games dello stesso anno vince il doppio misto col collega della maschile Huang Xu ma individualmente si piazza ottava nell'all-around nonché settima alle parallele e alla trave nelle finali ad attrezzo tenutasi dopo quella del volteggio nella quale la compagna di squadra Sang Lan rimane paralizzata; si pensa quindi che la distrazione generata dall'accaduto potesse aver influenzato la gara di tutta la squadra cinese.
Nel 1999 ha problemi alla schiena all'inizio dell'anno ma riesce a recuperare in tempo per i Mondiali di casa, dove vince l'oro alla trave, il bronzo alle parallele e il bronzo a squadre poi ritirato dalla FIG a causa dell'età sotto il minimo consentito della compagna di squadra Dong Fangxiao. Conclude bene l'anno con medaglie alle parallele sul circuito di Coppa del Mondo.
Nel 2000 gareggia bene in competizioni quali Campionati Nazionali, finale di Coppa del Mondo, Giochi del Pacifico e alle Olimpiadi di Sydney, dove vince l'argento alle parallele e si piazza sesta alla trave. La squadra cinese vince inoltre il bronzo, ma verranno squalificate come ai Mondiali dell'anno prima e per lo stesso motivo.
Nel 2001 gareggia discretamente in competizioni come le Universiadi, i Giochi dell'Asia dell'Est e i Campionati Internazionali a Squadre.

### Dopo il 2001
Ha avuto un figlio ed è oggi un'allenatrice; ha infatti lavorato con Zeng Siqi, promettente ginnasta che però si ritira dopo aver disputato un Mondiale deludente nel 2013.